# Hans Schäfer
Hans Schäfer (19 d'octubre de 1927 - 7 de novembre de 2017) fou un futbolista alemany de la dècada de 1950.
Fou 39 cops internacional amb la selecció alemanya amb la qual participà en la Copa del Món de futbol de 1954, a la Copa del Món de futbol de 1958 i a la Copa del Món de futbol de 1962.
Pel que fa a clubs, defensà els colors de 1. FC Köln entre 1948 i 1965.